# Vandellòs i l’Hospitalet de l’Infant
Vandellòs i l’Hospitalet ist eine katalanische Stadt in der Provinz Tarragona im Nordosten Spaniens. Sie liegt in der Comarca Baix Camp und besteht aus den Teilorten Vandellòs, l’Hospitalet de l’Infant, l’Almadrava, Masriudoms und Masboquera.

## Geographische Lage
Vandellòs i l’Hospitalet liegt etwa 30 Kilometer südwestlich von Tarragona an der Mittelmeerküste.

## Geschichte
Innerhalb der Gemarkung wurden in verschiedenen Höhlen steinzeitliche Malereien gefunden.
Der heutige Teilort Vandellòs wurde bereits 1342 als Vallis Laurorumi und 1460 als Vall de Llore erwähnt. Er gehörte zunächst zum Herrschaftsbereich der Stadt Tivissa und ab 1324 zur Grafschaft Prades. 1813 eroberten und plünderten die Truppen von Napoleons Marschall Suchet die Stadt. 1835 erlitt sie weitere schwere Zerstörungen durch ein Erdbeben.
L’Hospitalet wurde am 8. November 1344 durch den Infanten Peter von Aragón und Anjou (katal.: Pere d’Aragó i d’Anjou) gegründet, einem Sohn Jakobs II. (Jaume el Just). Peter ließ ein mächtiges quadratisches Gebäude mit 54,5 m Seitenlänge und vier Ecktürmen von jeweils 18,5 m Höhe errichten, das Hospital del Coll de Balaguer. Die von ihm angestrebte Wiederbesiedlung des Küstenstreifens gelang jedoch erst 1362, als sein Sohn Joan de Prades weitere Ländereien für das Hospital erwarb. Das Gebäude wurde im 15. Jahrhundert zerstört.

## Wirtschaft

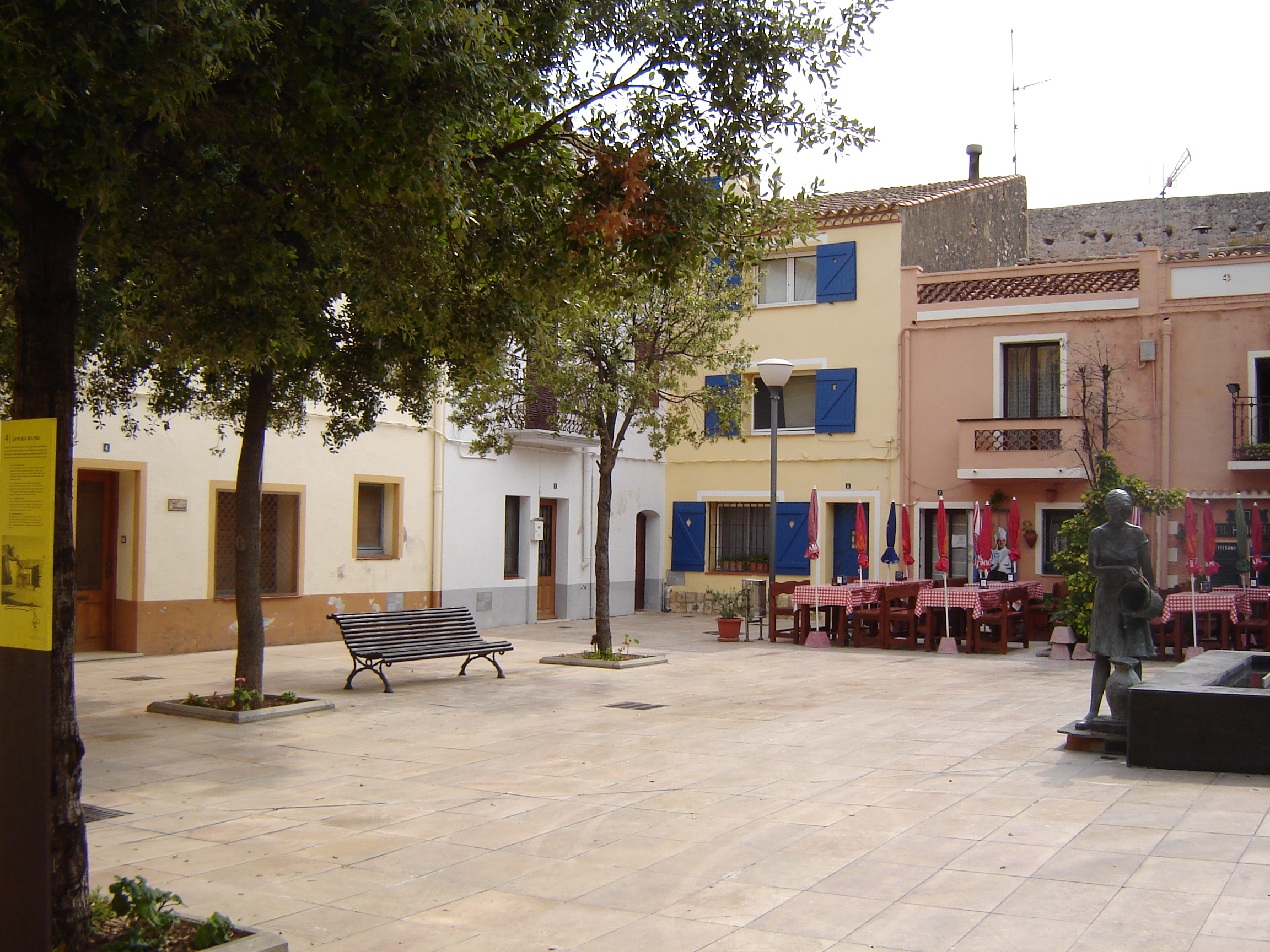
Plaza del Pou

Über lange Zeit bildete die Landwirtschaft die wirtschaftliche Grundlage der Stadt. Dies änderte sich mit dem Bau des Kernkraftwerks Vandellòs ab 1972. Heute werden noch Haselnüsse, Mandeln und Getreide angebaut.
Zu einer der wichtigsten Einnahmequellen der Stadt ist der Tourismus geworden. Es entstanden zahlreiche Hotels und Ferienhäuser. In L’Hospitalet befindet sich ein Sportboothafen mit 575 Anlegestellen.

## Söhne und Töchter der Stadt
- Gregorio Lavilla (* 1974), Motorradrennfahrer

## Städtepartnerschaften
- Chirac im Département Lozère, (Frankreich)